# Favorit (jízdní kolo)

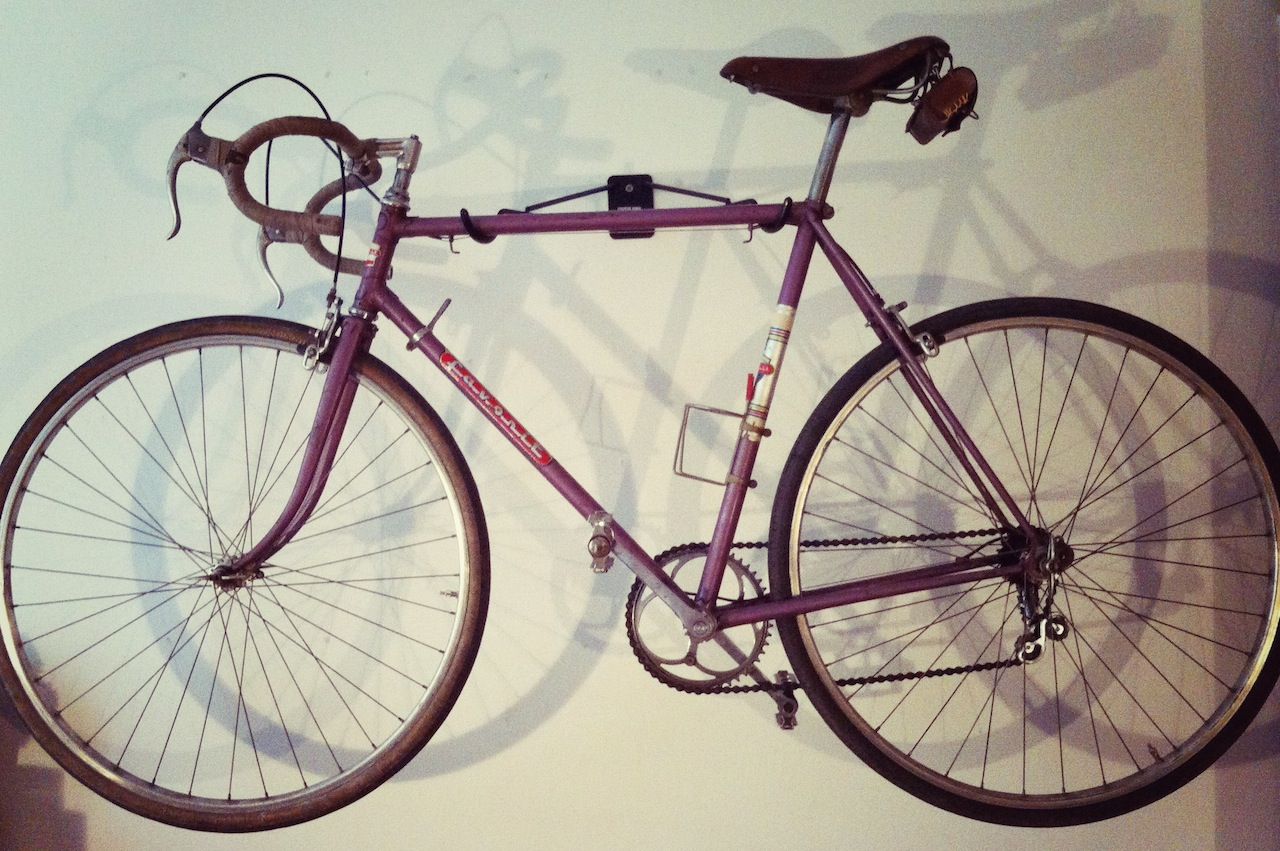
Jízdní kolo Favorit.

Favorit je značka jízdních kol vyráběných společností Favorit.

## Typy kol Favorit

### První generace (1950–1954)

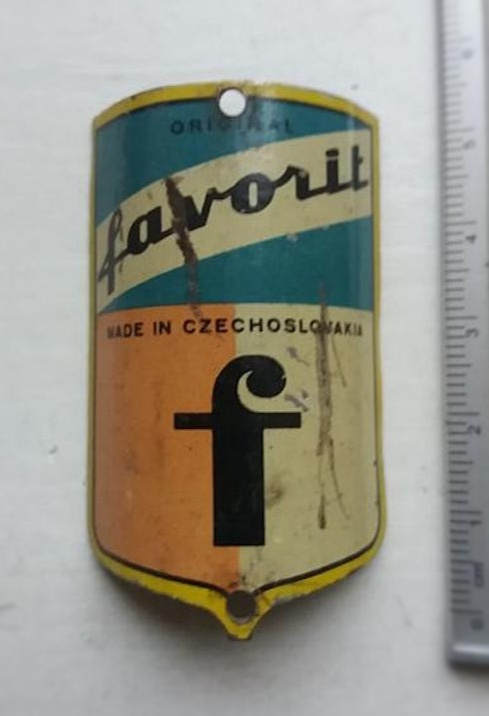
Štítek

Technická data: Velikost 580 mm. Sportovní ocelová řídítka, textilní omotávky. Duralové ráfky leštěné 20×622, s pneumatikami 32×622, nebo modifikací pro galusky, ocelové náboje, zadní s oboustranným závitem, ocelové motýlky. Ozubené 1, nebo 3kolečko. Jeden, nebo dvojtalíř 47/51. Páky 170 mm. Třmenové brzdy, sportovní kožené sedlo Prima, nebo Favorit, model 52, s kulatými ližinami a zámkem. Řetěz 1/2”×1/8“, 106 článků. 1, 3, nebo 6 převodů. Váha rámu 2,6 kg, vidlice 0,9 kg, metalíza, nebo smaltová barva.

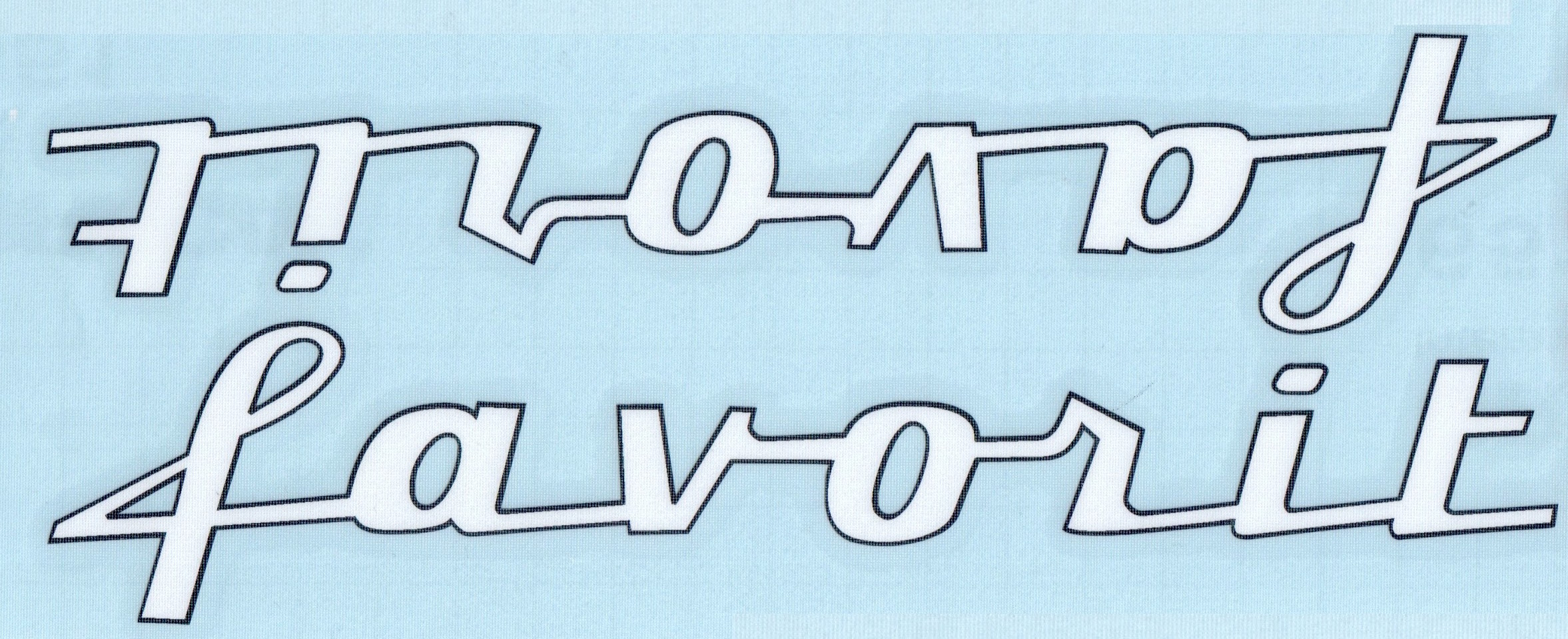
etiketa, polep

Popis: Sportovně cestovní kolo Favorit, 1g, 50. léta, tč. ještě bez označení "Fx". Rozvor 109 cm, zadní stavba zasazená nahoře mimo spojky, spojky hluboce vykrajované a více zdobené. Jednoduché bílé polepy, psaci logo favorit, trikolora pod štítkem a na sedlové rouře, štítek favorit 1. generace. Ocelový pájeny představec. Do roku 1953 spodní označeni rámu raznicí bez písmene "f". Možnost osazení přehazovačkou a přehazovací páčkou Union, v případě přesmykače, jednoduchý pákový favorit. Brzdy duralové, "vtlačené" psací logo favorit, duralové rovné brzdové páky bez loga. Od roku 1953 naletované úchyty pro pumpičku a přehazovací páčku na spodní, rámové trubce.

### Druhá generace (1954–1959)

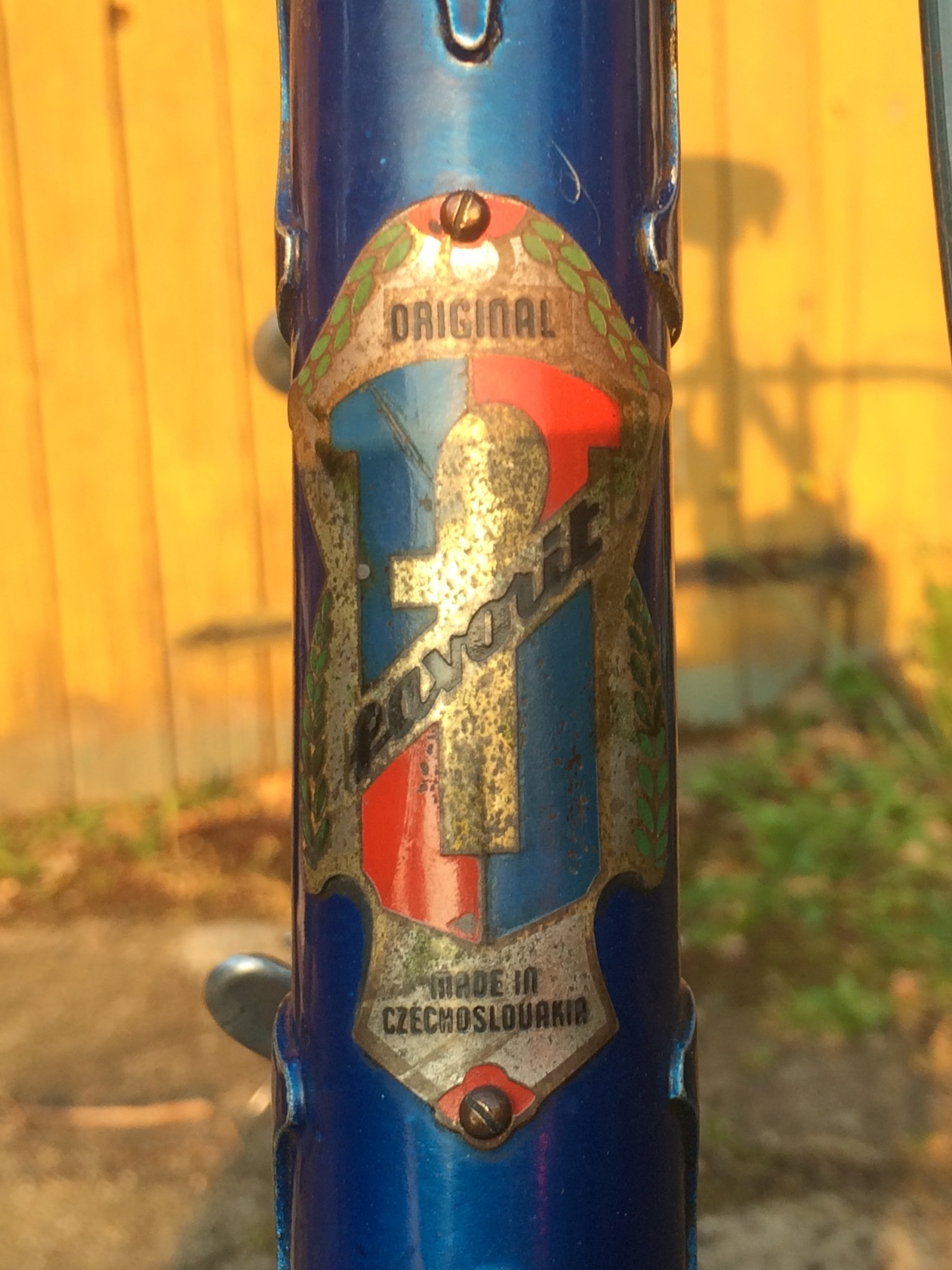
Štítek

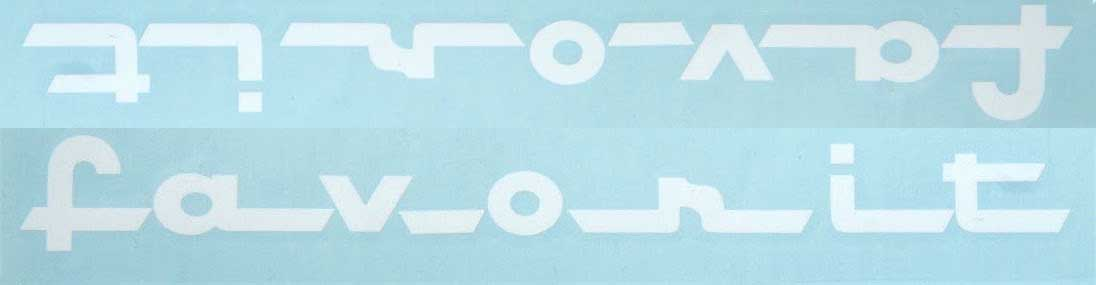
Etiketa, polep

Technická data: Velikost 580 mm. Sportovní duralová řídítka, textilní omotávky. Duralové ráfky leštěné 18×622, s pneumatikami 32×622, nebo modifikací pro galusky. Ocelové náboje s kovovými motýlky. Ozubené 3, nebo 4kolečko. Jeden, nebo dvojtalíř 47/51. Páky 170 mm. Třmenové brzdy, sportovní kožené sedlo Favorit model 52. Řetěz 1/2”×3/32“, 106 článků. 3–8 převodů. Váha rámu 2,3 kg, vidlice 0,8 kg, metalíza, nebo smaltová barva.
Popis: Sportovně cestovní kolo, 50. léta. Rozvor ? cm, zadní stavba zasazená mimo spojky, spojky vykrajované. Bílé polepy, malé tiskací písmo, logo favorit na sedlové rouře, štítek 2. generace. Ocelový pájeny představec. Od roku 1954 spodní označeni rámu rokem výroby před písmenem "f". Osazené přehazovačkou a přehazovací páčkou Union, v případě přesmykače favorit duralový jednoduchý pákový, později s výsuvnou mechanikou. Brzdy duralové, logo favorit malým tiskacím písmem, duralové páky "aero". Naletované úchyty pro pumpičku a přehazovací páčku na spodní, rámové trubce.

### Třetí generace (1959–1964)

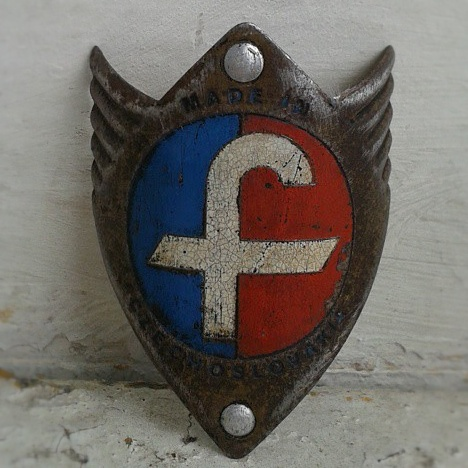
Štítek

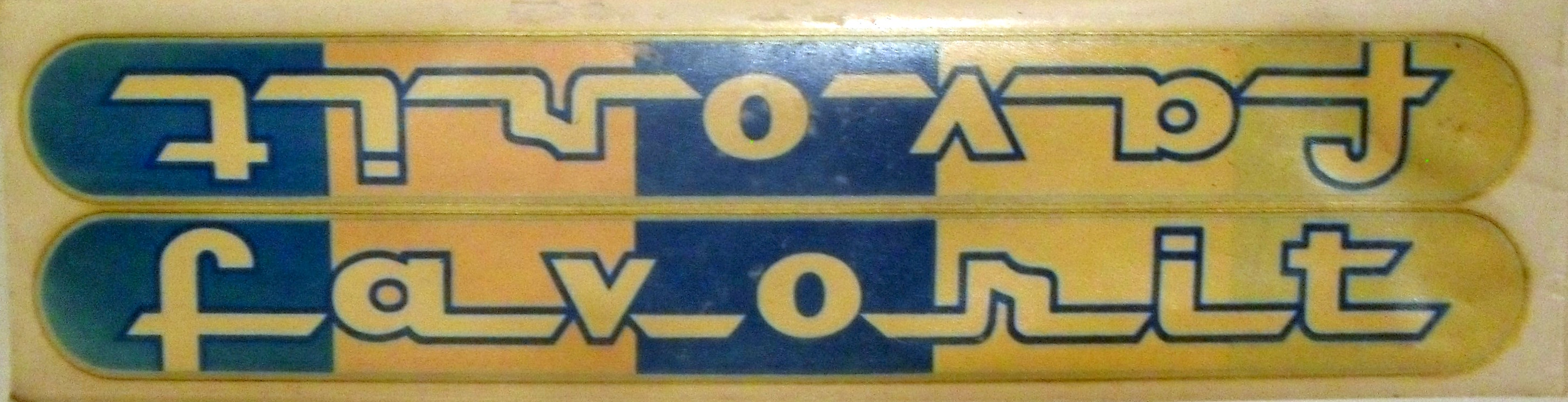
Etiketa, polep

Technická data: Velikost 580 mm. Sportovní duralová řídítka, textilní omotávky. Duralové ráfky leštěné 18×622, s pneumatikami 32, 28×622, nebo modifikací pro galusky. Ocelovo-duralové náboje s Duralovými motýlky. Ozubené 4kolečko. Jeden, nebo dvojtalíř 47/51. Páky 170 mm. Třmenové brzdy, sportovní kožené sedlo Favorit č. 53. Řetěz 1/2”×3/32“, 106 článků. 4–8 převodů. Váha rámu 2,3 kg, vidlice 0,8 kg, metalíza, nebo smaltová barva.
Popis: Sportovně cestovní kolo, 60. léta. Rozvor ? cm, zadní stavba zasazená mimo spojky, spojky vykrajované, polepy v barvách olympiády v Římě, malé tiskací písmo loga favorit, štítek favorit 3. generace. Ocelový pájeny představec. Kolo osazené přehazovačkou a přehazovací páčkou Union, nebo Favorit, v případě přesmykače favorit duralový pákový, s výsuvnou mechanikou. Brzdy duralové, logo favorit malým tiskacím písmem, duralové páky "aero" s logem Favorit. Naletované úchyty pro přehazovací páčku na spodní, pro pumpičku buď na spodní, nebo horní rámové trubce.

### Čtvrtá generace (1961–1969)
Technická data: Velikost 580 mm. Sportovní duralová řídítka, textilní omotávky. Duralové ráfky leštěné 18×622, s pneumatikami 28×622, nebo modifikací pro galusky. Ocelovo duralové náboje s duralovými motýlky, nebo RU. Ozubené 3–5kolečko. Jeden, nebo dvojtalíř 47/51. Páky 170 mm. Třmenové brzdy, sportovní kožené sedlo Favorit č. 52, 53 nebo PWB. Řetěz 1/2”×3/32“, 106 článků. 4–10 převodů. Váha rámu 2,3 kg, vidlice 0,8 kg, metalíza, nebo smaltová barva.
Popis: Sportovně cestovní kolo, 60. léta. Rozvor ? cm, zadní stavba zasazená mimo spojky. Bílo-červeno-hnědý polep, malé tiskací písmo loga favorit. Štítek favorit 3. generace, později jen polep. Ocelový pájeny představec, od roku 1963 duralovo-ocelový ve 3 délkách 80, 90 a 110 mm. V roce 1964 první kola osazené přehazovačkou PWB. Řazení velkou jednou, nebo dvěma přehazovacími páčkami Favorit. Později menšími modely dural-plast. V případě přesmykače favorit duralový pákový, s výsuvnou mechanikou, později lankový s bílým plastovým krytem. Brzdy duralové, logo favorit malým tiskacím písmem. Od roku 1964 na závodních, nebo sportovních modelech brzdy Favorit Speciál. Brzdové páky duralové "aero" s logem Favorit. Od roku 1964 sportovní a závodní modely osazeny pákami Favorit Speciál. Naletované úchyty pro pumpičku na horní rámové trubce, sportovní modely pro dlouhou, běžné krátkou. Sedlo PWB ve výrobě od roku 1968. Kola uchycena duralovými motýlky Eska, nebo Favorit. Od roku 1963 sportovní a závodní modely RU (kooperace Velamos Skuteč). Modifikovaná řídítka, oblouky, ve 3 šířkách s průměrem 24 mm.

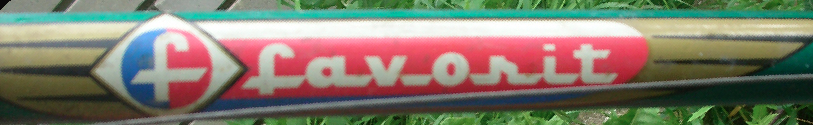
Etiketa, polep

Na přelomu generací mohou být na sportovních kolech již nové komponenty, či značení. Na cestovních modelech ještě komponenty a značení starší, "výběhové".

### Favorit F1 Super Speciál
Technická data: Velikost 560, 580 a 600 mm, nebo individuální, dle závodníka. Sportovní duralová řídítka většinou Cinelli leštěná, textilní omotávky, později plastová, např. Benotto. Představec Favorit Speciál 80, 100 a 110 mm, později Cinelli. Galuskové duralové ráfky, od roku 1952 galusky Barum PBW kriterium, náboje s rychloupínáky Campagnolo Record. Ozubená kolečka Regina, Sachs, Campagnolo, nebo Favorit 12, 14, 15, 17, 19 a 21. Od roku 1962 dvojtalíř nejčastěji 44/54 Campagnolo Record. Páky 170, 172,5 a 175 mm Campagnolo Strada. Brzdy Favorit Speciál, Mafac, nebo Campagnolo Record. Kožené sedlo Brooks, později plastové sedlo Favorit Speciál. Řetěz nejčastěji Sides 1/2”×3/32“ 110 článků. 12 převodů. Převody se mohou lišit podle tratí, stejně jako dnes. Váha kola cca pod 10 kg, modrá metalíza. Originál vybaven sportovní duralovou pumpičkou.
Popis: Prvních 8 závodních kol označených F1 vyrazilo na start 14. dubna 1950. Jednalo se o prototypy nekompromisního závodního kola pro reprezentaci ČSSR osazené zahraničními komponenty. Rámy zhotovené na míru závodníka, v začátcích konstruktérem Haškem, později většinou konstruktérem Františkem Babickým, nebo týmem kolem něho. Používal se dovezený materiál. Později zeslabováním trubek butted tubes. Trubka uvnitř na krajích se silnější stěnou, uprostřed slabší. Rám je tak asi o deset deka lehčí a pružnější. Podle doby od firem Vitus, Columbus SL a SLX, Reynolds 531, nebo Mannesmann L-roll v licenci, z Chomutovských Železáren. Síla stěny 0,8 a 1 mm, průměry 26 a 28 mm. Spodní rámová trubka 1×28 mm, horní 0,8×26 mm, pro sedlovku Ø 26,2 mm. Při použiti “značkových” materiálů síla stěny 0,6x28 mm, pro sedlovku Ø 26,4 mm. Váha rámu se, při velikosti 58, pohybovala na hranici 2 kg. Rám 58 cm, rok výroby 1970, 2092 g, váha vidlice cca 750 g, bez laku. Sedlová a horní rámová trubka mohly být zeslabované, hlavní rámová, nosná, ne. Patky mohyl být Capagnolo, spojky (mufny) zkrácené, odlehčené, zabroušené. Zadní stavba s obvodem “u salámů” 4,5 mm, nebo u “značkových” materiálů silnější, s obvodem 5 cm. Od roku 1967 do polovina 70. let u modelů F1 můstek kolem sedlovky. Prodej pouze pro ČSTV, cena kolem roku 1975 cca 4500 Kč. Vyrobeno bylo relativně málo kusů, dnes sběratelský velmi ceněný. Závodní F1 dnes velmi špatně sehnatelná.

### Favorit F1
Model F1 byl označován také jako F1V, kde písmeno V znamenalo výroba.
Technická data: Velikost 560, 580 a 600 mm. Sportovní duralová řídítka, leštěná, textilní omotávky. Duralové ráfky, leštěné, 27”×1 1/8“, náboje s rychloupínáky. Ozubená kolečka 13, 15, 17, 19, 22, dvojtalíř 47/51. Páky 171 mm. Duralové brzdy Favorit Speciál, později CENTRIC, kožené, později plastové sedlo Favorit. Řetěz 1/2”×3/32“ 110 článků. 10 převodů. 10,40 kg, metalíza, nebo smaltová barva.
Popis: Malosériové lehké závodní kolo vyráběné od 50. do 80. let pro ČSTV. Použité bezešvé trubky se slabší stěnou oproti běžným modelům. Sedlovka Ø 26,2. U prvních modelů F1, v 50–60. letech, kratší zadní stavba letovaná z boku, zakončená do špičky a bez oka na přehazovačku. Koncem 60. let 2. generace, s můstkem kolem sedlovky, vykrajované spojky, pouze s integrovaným hákem se závitem M10×1. Rám v té době z bezpečnostních důvodů bez navářek na košíky, páčky a bowdeny. Později zarážky a integrované vodící můstky pro vedení přehazovacích lanek a úchyty pro bowden zadní brzdy. V polovině 70. let zadní stavba šikmo zakončená dlouhým řezem. V 80. (1982?) letech 3. generace F1, více zkrácená geometrie, jednodušší modernější spojky. Vidlice méně prohnuta. V 2. polovině 80. let přehazovací lanka vedená pod rámem. Brzdy, páky, favorit speciál s logem, 5/6kolečko Favorit, dvoutác Favorit, duralová pumpička, bowden zadní brzdy vcelku, duralové galuskové ráfky. Cena v 80. letech cca 2000 Kčs. Rám 58, rok výroby 1974, 2150 g, váha vidlice 750 g, bez laku. Dnes ceněný sběratelský kus.
Koncem 80. let osazení sadou Walter, vyrábí zbrojovka Motorlet Jinonice. Sada obsahuje duralovou čtyřhrannou sou, duralové kliky ve dvou generacích, ozubená kola, plastovou přehazovačku, plastový přesmykač, duralové, později duralovo plastové páčky a plastové pedály.

### Favorit F2
Technická data: Velikost 580, 600 mm, nebo individuálně. Sportovní ocelová, později duralová řídítka Favorit, nebo Cinelli, textilní omotávky. Galuskové ráfky, vysoké náboje s matkami Favorit, nebo Campagnolo. Ozubené kolečko 12–18 zubů, širší talíř 48–54 zubů. Páky 165 mm Favorit, nebo Campagnolo. Kožené sedlo Donza, Brooks, později plastové Favorit Speciál. Silnější 2mm řetěz favorit. Metalíza, nebo smaltová barva.
Popis: Lehká závodní dráhovka vyráběná od 60. do 80. let. Odlišná geometrie od silničních kol. Velmi krátký rozvor, strmá přední vidlice, střed rámu lehce vyšší, zadní můstek bez otvoru pro brzdu, “otočené" zadní patky pro vypnutí řetězu, rám bez návarek na blatníky a otvorů pro brzdy. Někdy osazeny patkami Campagnolo. Výbava Favorit, Campagnolo, nebo kombinace obojího. Kratší kliky, silnější řetěz, silnější převodník, užší, více utopená, často ocelová řídítka, specifického. tvaru. Delší představec, většinou vysoké náboje Favorit, nebo Campa, zadní osazená oboustranným závitem, pro dva různě velké pastorky. Rám dráhovky míval někdy také větší průměrem zadního kola. Povinností zavodní dráhovky jsou galusky. Velmi ceněný kousek. V 80. letech Favorit experimentoval s rámy vyrobenými ze zploštěných ocelových trubek.

### Favorit F6
Popis: Jeden z prvních Favoritů s označením "12(f)345678" (?) cestovní favorit, tříkolečko, kožené sedlo, brzdy s vtlačeným logem, brzdové páky 1. generace.

### Favorit F7
Popis: Cestovní kolo.

### Favorit F8
Technická data: Pánské kovově smaltované, výška rámu 580 mm, pláště 27×1 1/4" barevné ráfky duralové, náboj zadní pevný s volnoběžným třístupňovým pastorkem, brzdy čelisťové ráfkové duralové, měnič převodů, řídítko závodní duralové, sedadlo sportovní.
Popis: Sportovně (?) cestovní favorit, kožené sedlo.

### Favorit F8/1
Technická data: Pánské ve stejném provedení, jako předchozí vzor, pouze s novým typem měniče převodů "Favorit 431".
Popis:: Sportovně (?) cestovní favorit, kožené sedlo.

### Favorit F9
Technická data: Velikost 580 mm. Sportovní duralová řídítka, textilní omotávky. Duralové ráfky, leštěné, s pneumatikami 28” (27”) ×1 1/4“×1 3/4" – 32×622, náboje s rychloupínáky. Ozubená kolečka 14, 16, 18, 20, nebo 13, 15, 17, 19, 22, dvojtalíř 47/51. Páky 171 mm. Třmenové brzdy, sportovní kožené sedlo Favorit. Řetěz 1/2”×3/32“, 110 článků. 8–10 převodů. 14 kg, metalíza, nebo smaltová barva.
Popis: Sportovně cestovní kolo, 70. léta, Použití silnějšího průměru trubek, než F1, sedlovka Ø 25,7 mm, delší rozvor, zadní stavba zasazená do spojek, spojky vykrajované, stříbrné polepy.

### Favorit F10
Technická data: velikost 580 mm. Sportovní duralová řídítka, leštěná, textilní omotávky. Duralové ráfky, leštěné, 27”×1 1/8“, náboje s rychloupínáky. Ozubená kolečka 14, 15, 17, 19, 21, dvojtalíř 47/51. Páky 171 mm. Třmenové brzdy, kožené, nebo plastové sedlo Favorit. Řetěz 1/2”×3/32“ 110 článků. 10 převodů. 11,10 kg, metalíza, nebo smaltová barva.
Popis: Sportovně cestovní kolo, 70. léta, Použití silnějšího průměru trubek, než F1, sedlovka Ø 25,7 mm, delší rozvor, zadní stavba zasazená do spojek, spojky vykrajované, stříbrné polepy, váha 13,8 kg.

### Favorit F11
Technická data: Rám a vidlice lakované metalicky, spodní rámová a sedlová trubka s potiskem Favorit, v čele rámu kovový štítek Favorit.
- Rám – z precizních bezešvých ocelových trubek průměru 26 a 28 mm, výška 580 mm. Mufny hluboce vykrajované, naletované. Vidlice zadního kola na koncích zahnutá, na spodní rámové trubce naletované držáčky pumpičky. Vedení lanka naletované na rámu.
- Vidlice – trubka vidlice bezešvá, o průměru 1 palec. Hlava vidlice hluboce vykrajovaná. Konce vidlice otevřené ze speciální oceli.
- Hlavové složení – soustružené, kuličková ložiska s průměrem kuliček 5/32 palce.
- Řídítka – závodního typu z leštěného duralu o průměru 22 mm, s ocelovým představcem. Konce řídítek omotané textilní omotávkou.
- Středové složení – klínkový model, šroubovací misky, levá strana s pojistnou maticí, kuličková ložiska s kuličkami o průměru 1/4 palce. Délka klik 170 mm, třemi šrouby připevněný dvojitý převodník, s 46 a 49 zuby.
- Řetěz – 1/2×3/32, 106 článků.
- Pedály – pro závodní kola, jednostranné, ocelové, klipsny a řemínky.
- Náboje – přední ocelový 36 děr, zadní s oboustranným závitem 36 děr, čtyřkolečko volnoběžné 14, 16, 18 a 20 nebo 15, 17, 19 a 21 zubů. Kované duralové motýlky.
- Ráfky – pro galusky, leštěné z duralu, s namontovanými silničními galuskami v rozměru 27×1 1/8 palce.
- Brzdy – špalkové brzdy z leštěného duralu, páky z leštěného duralu, bowdeny v modré nebo neutrální (transparentní?) barvě.
- Sedlo – závodní typ, kožené.
- Pumpa – závodního typu z leštěného duralu, bez šlaufku.
- Přehazovačka – s páčkou na spodní rámové trubce, vedení lanka letované na rámu, bowdeny modré či neutrální barvy.
- Přesmykač – pákový přesmykač pro dvojpřevodník upevněný na sedlové trubce.
- Hmotnost – 11,90 kg.

Popis: Závodní kolo silniční.

### Favorit F12
Technická data: Velikost 560, 580 a 600 mm. Sportovní duralová řídítka, leštěná, textilní omotávky. Duralové ráfky, leštěné, 27”×1 1/8“, náboje s rychloupínáky. Ozubená kolečka 14, 15, 17, 19, 21, dvojtalíř 47/51. Páky 171 mm. Třmenové brzdy, kožené, nebo plastové sedlo Favorit. Řetěz 1/2”×3/32“ 110 článků. 10 převodů. 11,10 kg, metalíza, nebo smaltová barva.
Popis: Sportovní kolo vyráběné od roku 1963, zhotovené podle vzoru F1, silnější trubky. Zadní stavba letovaná z boku, šikmo zakončená, kratším řezem, vykrajované spojky, trubičkový můstek. Bez integrovaného háku, kované patky. Osazené domácími komponenty.

### Favorit F20 tourist
Technická data: Pánské, barevně smaltované, výška rámu 580 mm, pláště 27×1 1/4" barevné, ráfky duralové, náboj zadní s volnoběžným čtyřstupňovým pastorkem, brzdy čelisťové duralové, měnič převodů, přesmykadlo pro dvoupřevodník, řídítka cestovní duralová, nosidlo zavazadel, dvě postranní velké brašny.
Popis: Turistický model kola zařadila továrna do výroby už v roce 1951. V roce 1957 uvedla vylepšený model F20 vybavený brašnami a horským převodníkem. Turistické cestovní kolo, starší model, 60. léta, silnější trubky, 4kolečko, jeden nebo dvou tác, horský převod, kožená sedačka, širší ráfky, matky, nebo motýlky, půlený zadní bowden spolu s kovovou pumpičkou umístěné na navarkách pod horní trubkou, kovové blatníky, úzký hliníkový nosič, brašny.

### Favorit F20/I
Technická data: Pánské, ve stejném provedení jako předchozí vzor, pouze s novým typem měniče převodů "Favorit 431".
Popis: Turistické cestovní kolo.

### Favorit F22
Technická data: Rám a vidlice, smaltová metalická modrá barva, s obtiskem na části hlavní trubky a štítkem na hlavové trubce. Chromované díly, kožené sedlo. Rám – výška rámu 580, nebo 600 mm, bezešvé trubky o průměru 26 a 28 mm, hluboké perforované kování, speciální zadní vidlice. Vidlice – sloupek řízení kruhového průměru, kované korunky. Řídítka řízení – závodní oblouk, průměr trubky 22 mm, pájený představec, konce řídítek potažení páskou. Střed – klínkový, kuličková ložiska, šroubované misky, pravá s levotočivým závitem, levá zakončená kontramtakou. Kliky o délce 16 1/2" (165 mm), převodník 48 zubů, upevněn 5 šrouby. Řetěz – 1/2×1,6" Favorit. 104 článků. Pedály – závodní ocelové jednostranné modely, klipsny s popruhy. Náboje – ocelové s velkými duralovými přírubami, 36 drátů, ozubené kolečko, 14, 15, nebo 16 zubů. Šestihranné matky. Ráfky - duralové leštěné, dráhové galusky 27×1". Sedlo – závodní kožený model, napínací. Poznámka – model není vyráběn v sériích, ale pouze za příplatek a v souladu s přáním zákazníka. Váha – 9 kg. Balení – krabice s 10 kusy, velikost 148×77×132, 170 kg hrubé hmotnosti, netto hmotnost 90 kg.
Popis: Závodní dráhovka vyráběná od roku 1954. Předchůdce modelu F2.

### Favorit F27
Popis: Turistické kolo, dlouhý rozvor, většinou 4kolečko, kožená sedačka, motýlky, půlený zadní bowden spolu s kovovou pumpičkou umístěné na navarkách pod horní trubkou, kovové blatníky. Cena v 80. letech cca 1400 Kčs.

### Favorit K2
Popis: Závodní kolo, umělecká jízda.

### Favorit B2
Popis: Speciální zavodní pro kolovou.

### Favorit dráhové tandemy
Popis: První model vznikl v roce 1955, konstrukce s dvěma páry zadních diagonál, váha kola byla 17,4 kg. Další modely byly modifikovány postupně. Začátkem 60. let měly rámy jednu diagonálně umístěnou výztuhu a spodní silnou trubku, o průměru 54 mm, s 3mm tloušťkou stěny. Koncem 60. let zkonstruoval Ing. Šaman speciál, u kterého použil delší ergonomičtější zadní část tandemu. Dále použil místo jedné spodní silné trubky, kosočtvercovou konstrukci s dvěma spodními slabšími trubkami průměru 22 mm, dvěma páry předních a zadních diagonál. Touto konstrukcí bylo dosaženo vysoké tuhosti tandemového rámu a zároveň snížení váhy. Sekundární převod klikami na levé straně, tím byly síly na rám více vyrovnané. Nutností je použití opačných závitů na klikách pro pedály. Osazení Capagnolo Record, vysoké dráhové náboje, sedla Brooks, později Favorit speciál, představec s možností nastavení délky, ocelová řídítka, galusky, byla-li možnost s pevným a lehkým hedvábným šitím.
Výroba v Rokycanské továrně skončila už v roce 2004, nástupnická firma BTPR zkrachuje v roce 2006. Původní Favorit samotný zkrachoval již v roce 2001, tehdy ho však koupila firma BTPR, která podobně jako Czech Bike patřila do skupiny cyklomagnáta Josefa Kozumplíka. Po roce 2016 Následně jízdní kola kola s názvem Favorit produkuje firma Favorit Manufakture, jako další majitel ochranné známky a i ta končí rokem 2019.

### Nepůvodní modely od nástupnických firem
Výroba v Rokycanské továrně skončila už v roce 2004, nástupnická firma BTPR zkrachuje v roce 2006. Původní Favorit zkrachoval již v roce 2001, tehdy ho koupila firma BTPR, která jako Czech Bike patřila do skupiny cyklomagnáta Josefa Kozumplíka. Po roce 2015 v Jeseníku jízdní kola s názvem Favorit produkuje firma Favorit Manufakture, jako další majitel ochranné známky nikoliv pokračovatel Favorit Rokycany. Ale i Favorit Manufakture krachuje již rokem 2019.

### Favorit Manufakture 2015
Aviator, BigBoss, Diamante – městská modelová řada jízdních kol, trubkový rám z karbonu, úzké pneumatiky a jednobarevné lakování, kožené sedlo, karbonový řemen, kotoučové brzdy, váha cca 9 kg až 11 kg, pneu 25, 28 nebo 35/700C. Zajímavostí je nově navržený představec, ve kterém se nachází zabudované světlo a elektrický zvonek. V hlavové trubce je zabudovaná řídicí elektronika s baterii. Společně se zadním světlem umístěným pod sedlem je vše elektrické napájeno z dynama zabudovaném v náboji předního kola, které i dobíji záložní baterii. Všechny tyto modely jsou vyráběny "na míru" kupujícího a každé kolo je tedy něčím speciální.

### Favorit Manufakture 2016
Cronos – Čtvrtý model z městské modelové řady kol, trubkový rám z karbonu, úzké pneumatiky a jednobarevné lakování, kožené sedlo, karbonový řemen, kotoučové brzdy, váha cca 9 kg až 11 kg, pneu 35/700C. Zajímavostí je nově navržený představec, ve kterém se nachází zabudované světlo a elektrický zvonek. V hlavové trubce je zabudovaná řídicí elektronika s baterii. Společně se zadním světlem umístěným pod sedlem je vše elektrické napájeno z dynama zabudovaném v náboji předního kola, které i dobijí záložní baterii. Všechny tyto modely jsou vyráběny "na míru" kupujícího a každé kolo je tedy něčím speciální.
F1 SUPER SPECIAL,F1 SPECIAL,F1 SPORT

### Favorit Manufakture 2017
F1 CLASSIC, F3 CYCLOCROSS, F3 ADVENTURE, F3 EXPEDITION

## Označení dílů

### Rámy
Číselné označení kol je vyraženo na spodní části rámu. První modely 1951–1953 byly označeny raznicí bez písmene f, 4–6 číslicemi.
Od roku 1954 jsou rámy označeny takto: První dvě čísla jsou rok výroby, následuje efko v kroužku, dál je pořadové výrobní číslo. Typ kola není.
V 50. letech je efko v kroužku malé psací, v 60. letech se mění na malé tiskací.

### Ráfky
Kola Favorit byla osazována dle roku výroby a typu takto:
- ráfek 20×622 pro pneu 32–622 nejstarší verze ročník cca 1952
- ráfek 18×622 pro pneu 25–622 a 32–622
- ráfek 18×630 pro pneu 25–630 a 32–630
- ráfek 17×630 pro pneu 23–630 sprint
- ráfek 17×630 galuskový, pro galusku 27×1 ⅛

## Zajímavosti
U běžných modelů Favorit nebyly přední vidlice dělané z trubek, nýbrž z vystřiženého plechu, který byl následně “zarolován”, naohýbán a svařen. Na běžné vidlici lze dohledat svár, který se táhne shora dolů. Podle kusých informací má každá F1 stejně dlouhou horní rámovou trubku, tedy “štangli”. Znamená to, že vyšší rámy byly zároveň geometricky lehce delší a nižší kratší.
Říkanky za dob socialismu:
- „Chceš-li vědět, co je dřina, kup si kolo Ukrajina, chceš-li letět jako šíp, kup si kolo Favorit.“
- „Kolo značky Favorit, jednou vzít a zahodit.“[5]
- "Chceš dnes ještě mrtev být? KUP SI KOLO FAVORIT!"
- "Chceš být mrtev ještě dneska? KUP SI KOLO ZNAČKY ESKA!"